# Bawolahusa Doli-Doli
Bawolahusa Doli-Doli is een bestuurslaag in het regentschap Nias Selatan van de provincie Noord-Sumatra, Indonesië. Bawolahusa Doli-Doli telt 586 inwoners (volkstelling 2010).